# 夏尔·罗斯坦
夏尔·罗斯坦（法語：Charles Rostaing，法語發音：[ʃaʁl ʁɔstɛ̃]；1904年10月9日—1999年4月24日），法国语言学家、地名学家。

## 作品

### 个人
- 《地名》（Les Noms de lieux, 法国大学出版社（法语：Presses universitaires de France），“我知道什么（法语：Que sais-je ?）”合集，1945年第1版；1969年第7版；1992年重新发行）
- 《普罗旺斯地名学随笔》（Essai sur la toponymie de la Provence，达特雷出版社（法语：D'Artrey），巴黎，1950年）
- 《普罗旺斯地名学随笔（从起源到蛮族入侵）》（Essai sur la toponymie de la Provence (depuis les origines jusqu’aux invasions barbares)，“拉菲特翻印” (Laffitte Reprints) 合集，马赛，1973年 (1950年第一版)）
- 《弗雷德里克·米斯特拉尔：其作显其人》（Frédéric Mistral: L'homme révélé par ses œuvres，让娜·拉菲特出版社（法语：Éditions Jeanne Laffitte），马赛，1987年）
- 《普罗旺斯地名学随笔》（Essai sur la toponymie de la Provence，让娜·拉菲特出版社，马赛，1994年）

### 合作
- 夏尔·罗斯坦与阿尔贝·多扎：《法国地名词源辞典》（Dictionnaire étymologique des noms de lieux de France，拉鲁斯出版社，1968年）
- 夏尔·罗斯坦与勒内·茹沃（法语：René Jouveau）：《普罗旺斯文学概要》（Précis de littérature provençale，普罗旺斯地区圣雷米，1972年）
- 夏尔·罗斯坦、阿尔贝·多扎与加斯东·德朗德（Gaston Deslandes）：《法国河流山岳名称词源辞典》（Dictionnaire étymologique des noms de rivières et de montagnes en France，克林克西克出版社（法语：Éditions Klincksieck），1978年）